# Carmen Petra Basacopol
Carmen Petra Basacopol (n. 5 septembrie 1926, Sibiu, România – d. 15 octombrie 2023) a fost o compozitoare și profesoară de muzică română.

## Biografie
Carmen Petra Basacopol s-a născut în Sibiu, în 1926. Studiile muzicale le-a urmat la Conservatorul din București (1949-1956) cu Ioan D. Chirescu (teorie-solfegiu), Leon Klepper și Mihail Jora (compoziție), Paul Constantinescu (armonie) și Tudor Ciortea (forme muzicale), Nicolae Buicliu (contrapunct), Theodor Rogalski (orchestrație), Ion Vicol și Ion Marian (cor, dirijat coral), Adriana Sachelarie și George Breazul (istoria muzicii), Tiberiu Alexandru și Emilia Comișel (folclor), Silvia Căpățână și Ovidiu Drimba (pian). Este doctor în științe muzicale la Universitatea Sorbonne din Paris cu teza L'originalité de la musique roumaine à travers les oeuvres d'Enesco, Jora et Paul Constantinesco (1976). A urmat cursurile de improvizație de la Darmstadt (1968) cu György Ligeti, Erhard Karkoschka, Günther Becker, Christoph Caskel, Saschko Gawriloff, Aloys Kontarsky.
A fost căsătorită mai bine de jumătate de secol cu medicul Alexandru Basacopol, profesor universitar doctor, un medic de renume care a inovat în domeniul pneumologiei, având un fiu împreună. Paul Basacopol, fiul marii compozitoare, prim solist la Opera Națională, cu o importantă carieră internațională, a păstrat și adunat documentele mamei sale și le-a donat muzeului, fiind acum parte a patrimoniului muzeal. Printre bunurile culturale donate menționăm: diploma de bacalaureat, actul de schimbare a numelui, diploma de merit a Secției Compoziție a Conservatorului „Ciprian Porumbescu” din București, afișe, partituri, fotografii de familie, picturi ale bunicii sale.

## Activitatea profesională
A fost asistent universitar (1962-1966), lector (1966-1972), conferențiar și profesor asociat la catedra de forme muzicale a Conservatorului din București (1976-2003). A susținut conferințe, prelegeri, comunicări științifice în țară și peste hotare (Franța, Angola, Insulele San Tomé și Principe). A publicat articole, studii, cronici muzicale în Muzica, Contemporanul, Informația Bucureștiului, Revista de Etnografie și Folclor etc. 
Din 1962 a predat armonie, contrapunct și forme muzicale la Universitatea de Muzica București. Între cele 80 de opusuri semnate de Carmen Petra Basacopol, muzica de cameră ocupă un loc privilegiat. Exceptând muzica de film (pe care nu a ocolit-o premeditat, dată fiind muzica programatică atât de prezentă în genurile dramatice, coregrafice, simfonice și mai ales camerale), Carmen Petra Basacopol a abordat toate genurile și formele muzicale, reușind să se exprime în fiecare nu numai cu maturitate și profesionalism, ci și cu originalitate și virtuozitate (în special în literatura pentru harpă, unde deține un loc de seamă în muzica națională). A făcut parte din juriul internațional al Concursului de harpă de la Ierusalim (1979). A realizat un disc-compact promoțional cu muzică pentru harpă (2002). 

## Distincții și premii
Mențiune la Concursul Internațional de la București (1953); 
Premiu la Concursul Internațional al Tineretului de la Varșovia (1955); 
Diploma de Onoare la Concursul Internațional de Compoziție de la Mannheim/Ludwigshafen (1961);  
Ordinul Meritul Cultural cls. IV (1969);  
Premiul Uniunii Compozitorilor și Muzicologilor din România (1974, 1979, 1999, 2003);  
Premiul de Compoziție al Academiei Române (1980);  
Ordinul Meritul Cultural în grad de cavaler (2004).  

## Creația

### Muzica de teatru
- 1970- Fata și masca op. 32 ,balet
- 1980- Miorița op. 47, balet
- 1983- Inimă de copil op.52, operă pentru copii în două acte
- 1986-1987-Ciuleandra, op. 54-balet în două acte S
- 1988-1990- Apostol Bologa, op. 58-operă în două acte
- 1995-1996-Cei șapte corbi, op. 73-balet pentru copii

### Muzică vocal-simfonică
- 1966- Crengile op.26-viziune pentru cor în mișcare și orchestră
- 1966- Moartea căprioarei, op. 27- baladă pentru orchestră de coarde, clarinet, pian, percuție și bariton solo
- 1967- Un cântec despre jertfe mari și despre lumină, op.28- cantata
- 1970- Pulstio vitae op. 33 pentru harpă, clarinet, xilofon, clopote, percuție și cor în mișcare

### Muzica simfonică
- 1956- Simfonia op. 6
- 1959- Suita simfonică Țară de piatră op. 13
- 1961- Concertul pentru pian și orchestră op. 19
- 1962- Triptic simfonic op.20
- 1963- Concertino pentru vioară și orchestră op. 21
- 1965- Concertul nr. 2 pentru vioară și orchestră op. 25
- 1975- Concertino pentru harpă , orchestră de coarde și timpani op. 40
- 1981- Concert pentru orchestră de coarde op. 49
- 1982- Concert pentru violoncel și orchestră op. 51
- 1994- Concert pentru flaut și orchestră de cameră op. 71
- 1996- Concertul nr. 2 pentru harpă și orchestră Rituale op. 75

### Muzică de cameră
- 1950- Suită pentru flaut și pian, op. 3
- 1952- Sonata pentru violoncel ;I pian op. 4
- 1954- Sonata pentru vioară și pian op. 5
- 1957- Trei schițe pentru oboi și pian op.8 nr. 2
- 1957- Șapte cântece pentru soprană și pian op.8 nr. 1
- 1958- Trei lieduri pentru mezzosoprană și pian op. 9 nr. 1/Trei lieduri pentru soprană și pian op. 9 nr. 2
- 1959- Trio pentru vioară, violoncel și pian op.11/Lieduri pentru mezzosoprană și pian op. 12 nr. 1/Anotimpurile op. 12 nr. 2 pentru soprană și pian
- 1960- Imagini din Valea Crișului op. 16 nr.1 pentru harpă și vioară
- 1961- Sonata pentru flaut și harpă op. 17/Trei lieduri pentru soprană și pian op. 18 nr. 1
- 1963- Cinci lieduri pentru tenor și harpă op. 22 nr. 1
- 1964- Nostalgii pentru baritone și corn englez op. 23. nr. 1
- 1964- Flori de mucigai op. 23 nr. 2 pentru bariton și pian
- 1965- Două lieduri pentru soprană și pian op. 18 nr. 2
- 1968- Ofrande op. 29-două lieduri pentru soprană și pian
- 1969- Divertisment pentru harpă, cvintet de suflători, contrabas și xilofon, octet op.30
- 1971- Două lieduri pentru bas și harpă op. 22 nr. 2/Propace op. 34- trei lieduri pentru soprană, flaut și pian
- 1972- Elegie pentru vioară și pian op. 35
- 1972- Momente pentru trompetă și pian op. 36
- 1974- Trio pentru flaut, clarinet și fagot op. 39
- 1976- Cântece haiducești pentru bariton și pian op. 41. nr.1
- 1977- Acuarele argheziene op. 91. nr. 2, două lieduri pentru soprană și pian
- 1978- Cvartetul ,,Craiul munților” op. 43 pentru flaut, vioară, violoncel și pian/Poeme marocane op.42- trei lieduri pentru mezzosoprană și cvartet de suflători
- 1979- Variațiuni pe o temă macedo-română op. 44 pentru harpă și violoncel
- 1980- Tablouri dacice op. 46, trio pentru nai, vibrafon și violoncel
- 1984- Cântecele vieții op. 53- ciclu de 5 lieduri pentru soprană și pian
- 1987- Trio op. 57 pentru flaut, harpă și clarinet/Sângele pământului op. 55- trei lieduri pentru bas și pian
- 1991- Ecouri op. 63 pentru două harpe
- 1991- Triptic pentru nai și harpă op.64
- 1992- Divertisment op. 67 pentru cvintet de suflători
- 1993- Imne op. 65 pentru soprană și pian/File de acatist, pentru voce și flaut/Lieduri pentru voce gravă și pian op. 70
- 1994- Musica per cinque op. 72 pentru flaut, harpă, vioară, violă și violoncel
- 1996- Cântece din exil op. 74; șapte cântece pentru soprană și pian
- 1998- Triptic op. 79 pentru soprană și pian
- 1999- Piese de caracter, op. 80 pentru oboi și pian
- 1999- Lamaneto op. 82 pentru 2 flauți și percuție
- 2000- Sonata dramatică op. 83 pentru violoncel și pian/Din Psalmii lui David op.84- cinci lieduri pentru soprană și pian/Meșterul Manole op.85- cinci lieduri pentru soprană și pian
- 2001- Viziuni dansante op. 86 pentru vioară și pian/Picturi naive op. 91 pentru ansamblu instrumental
- 2002- Serenadă op. 92 pentru 4 violoncele/Fantezie op. 94 pentru corn în Fa și pian/Măiastra op. 95 pentru ansamblu instrumental/Imne II op.93- patru lieduri pentru soprană și pian/Îngerul a strigat op. 96- trei lieduri pentru soprană și pian
- 2003- Legandă op. 97 pentru vioară și orgă/Elegie op. 96 pentru harpă și clarinet/Duo op.100 pentru vioară și violă/Cântece imaginare op.99 pentru soprană și pian/Diptic bucovian op.101/Cântece naive pentru Nichita op.102/Mărturisiri op.104 pentru mezzosoprană și pian
- 2004- Piccolo sonata op. 105 pentru flaut, flaut contralto în Sol și pian/Variațiuni pe o temă elegiacă op.106 pentru două harpe/Tristeți bacoviene op. 107 pentru voce gravă și pian

### Muzica corală
- 1960- Fetelor, surorilor, op. 16 nr. 2 – cor de femei
- 1979- Anotimpuri, op. 45 nr.2- cor de copii la 2 voci
- 1980- Salutul păcii, op.48 nr. 2- cor de femei la două voci
- 1992- Psalmii op. 66 pentru cor mixt
- 2001- Cântece sacre, cor mixt acappella

### Muzica instrumentală
- 1949 - Rondo pentru pian op.2
- 1956- 24 Imagini pitorești pentru pian op. 7
- 1958- Suita pentru harpă solo op. 10
- 1973- Improvizații pentru flaut solo op. 37
- 1978- Cinci miniaturi pentru copii, op. 45 nr.1 pentru pian
- 1980- Odă op. 48 nr. 1 pentru contrabas solo
- 1981- Suită pentru violoncel solo op. 50
- 1987- Incantațiile pământului op. 56 pentru harpă solo
- 1990- Imagini europene op 59 pentru harpă solo/Preludiu, Interludiu, Postludiu, op. 60 pentru orgă
- 1992- The jungle book, op. 61; șapte piese pentru copii și pentru harpă solo
- 1993- Mica sirenă op. 69 pentru harpă solo
- 1997- Trei dansuri op 76 pentru harpă solo
- 1998- 7 viziuni ale Profetului Ezechiel op. 78 pentru orgă
- 2001- Improvizații op. 87 pentru pian/Incantații op. 88 pentru corn solo/Fantezii op. 89 pentru fagot solo

## Scrieri
- L'originalité de la musique roumaine: á travers des oeuvres de chambre et de scène d'Enesco, Jora et Constantinesco, Editura Muzicală, București, 1979

## Discografie
- Mansi Barberis, Carmen Petra-Basacopol, Liana Alexandra Șaptefrați, Irina Odăgescu-Țuțuianu, Cvartettino pentru coarde în stil neoclasic, Sonata pentru flaut și harpă, „Colaje” Pentru cvintet de alămuri, Sonata pentru vioară și pian, LP, Electrecord, ST-ECE 01545
- Concert pentru harpă și orchestră, LP, Electrecord, ECE 01862
- Concert pentru violoncel și orchestră Op. 51, Orchestra simfonică a Filarmonicii „George Enescu”, dirijor Cristian Mandeal, solist Marin Cazacu; Ciuleandra - balet Op. 54, Orchestra simfonică a Radioteleviziunii Române, dirijor Modest Cichirdan, LP, Electrecord, ST-ECE 03736
- Damase, Inghelbrecht, Lauber, Petra-Basacopol, Takemitsu, ... Muzică pentru Flaut și Harpă ..., BIS-CD-650, 1998
- Elena Moșuc, Notre Amour, ... Zorile-si mâna cerbii de foc ..., CD, Arte Nova, 2002